# Robbantás az M2-es metróban
Az M2-es metróban végrehajtott robbantásos merényletre 1989. február 17-én, pénteken a kora esti órákban került sor. A merényletnek sem halálos áldozata, sem sérültje nem volt. Mind az elkövető személye, mind pedig a motiváció a mai napig ismeretlen.
Ez volt a kezdete az 1990-es évek magyarországi merényletsorozatainak, bár azokhoz közvetlenül nem kötődik. A magyar társadalom felháborodással fogadta az esetet, és sokan úgy vélték, hogy jól érezhetően nyugtalan és félelmekkel teli évtized következik.

## Az esemény
A 2-es metrót akkoriban a lakosság piros metrónak is nevezte.
A metró a délutáni csúcsforgalomban haladt a Deák térről az Astoria csomópont felé  száz utassal. Pontban 18:11-kor a hátsó peronon robbanás következett be, átszakította a metró tetejét, de személyi sérülést nem okozott.
A metró nem állt le, csakis azután, hogy elhagyta az alagutat. Miután az utasokat biztonságban leszállították, a szerelvény továbbindult, és az Örs vezér téren kezdték meg a hatóságok az átvizsgálást.
Valószínű, hogyha a metró az alagútban állt volna meg, az súlyos következményekkel járó pánik kitörésével járhatott volna. Ezzel nyilván a metrót kezelő személyzet is tisztában volt, így előrelátásukkal megelőzhettek egy tragédiát.

## A vizsgálatok
A tűzszerészi vizsgálatok kimutatták, hogy a robbantáshoz egy időzített csőbombát használtak, amit 3 db, hengerelt, 3 cm átmérőjű köracélrúdból raktak össze. A bomba amatőr kivitelezésű volt, készítője középen átfúrva menetet vágott bele, majd abba töltötte a robbanószert, végül a rudak végét csavarokkal zárta le. Az időzítőkapcsolót pedig egy Cornavin márkájú női karórával aktiválták. A szerkezet egy világoskék alapszínű, CSÉB feliratú nájlonszatyorban volt, amit a tettes letett a metró padlójára.
Az órában rögzített adatok alapján utoljára az eszközt 1986. február 10-én látta órás. Hasonló jellegű szerkezettel követte el 2016. szeptember 24-én Papp László Gergely is a Teréz körúti robbantást. Bár a bombát nem szakember készítette, azt mindenesetre a rendőrségi szakvélemény megállapította, hogy nem otthoni műhelyben szerelték össze, mivel a készítőnek talán fúróra és esztergagépre is szüksége lehetett.
A rendőrség az óra alapján próbált elindulni és a sajtóban a lakosság segítségét is kérte, illetve több személy jelentkezését is várta. A nevezett órást sikerült megtalálniuk, aki a főváros XVIII. kerületében lakott és kihallgatták. A helyszínen, a robbantást megelőzően látni véltek a metrón utazva egy 170 cm magas, ötven év körüli férfit, akinél volt egy ugyanilyen kék szatyor, sőt a detonáció után maga mutatta meg a metró vezetőjének a robbanás helyét.
Az ismeretlen személy sosem került elő, a rendőrség nem tudta kideríteni, hogy ő avagy más helyezte volna el a bombát. Ismeretlen maradt a robbantás szándéka vagy célja is.
A következő években több pokolgépes merénylet is történt mind Budapesten, mind az ország más területein, amelyek főleg bűnözői csoportok közötti leszámolásokhoz voltak köthetők, esetleg politikai indíttatású akciók voltak, de akadt köztük több, a 2-es metróban végrehajtott robbantáshoz hasonló eset, ahol az elkövető sem került elő, és az indítékra sem jött rá a rendőrség.